# Iron Warriors: T-72 Tank Commander
Iron Warriors: T-72 Tank Command, ở châu Âu còn gọi là T-72: Balkans on Fire!, là tựa game mô phỏng lái xe tăng được hãng game của Nga IDDK/Crazy House phát triển và Battlefront.com phát hành vào năm 2004.

## Tóm lược
Trò chơi lấy bối cảnh trong suốt cuộc chiến tranh Nam Tư năm 1991-1995. Người chơi vào vai một viên sĩ quan chỉ huy xe tăng tình nguyện của quân đội Nga có mặt nơi đây để giúp đỡ người Serb. Người chơi có thể sử dụng các loại xe tăng T-72B (Ob'yekt 184), T-55A (Ob'yekt 137G) và T-34-85. Game nhìn chung có tính vật lý thực tế, bao gồm sự phức tạp của động cơ xe tăng cũng được mô phỏng. Người chơi có thể chuyển đổi giữa các vị trí khác nhau trong xe tăng, chẳng hạn như lái xe, xạ thủ, súng máy và chỉ huy. Một số người chơi có thể chơi ở chế độ nhiều người chơi và chiếm các đồn bót khác nhau trong cùng một xe tăng.